# Hotdog
Hotdog [hòt dòk hòt dôga ali hôd̄ok hôd̄oga] ali klobasa/hrenovka v kruhu je živilo, sestavljeno iz klobase, pečene na žaru ali na pari in postrežene v žemlji. Izraz hotdog se lahko nanaša na samo klobaso. Uporablja se dunajska ali frankfurtska klobasa. Hotdogi, sestavljeni iz teh klobas, se v angleško govorečem svetu običajno imenujejo po njih (wiener, frankfurter). Nekateri menijo, da je hotdog pravzaprav sendvič. Priprava hotdogov in začimbe se razlikujejo po svetu. Tipične začimbe so gorčica, kečap, začinjena omaka, čebula v paradižnikovi omaki in sirova omaka. Običajne priloge so kislo zelje, na kocke narezana čebula, halapenji, čili, nariban sir, zelena solata, slanina in olive. Med različicami hotdogov sta tudi hrenovka v koruzi in hrenovka v testu. Med kulturne tradicije hotdoga spadata tekmovanje Nathan's Famous in Oscar Mayer Wienermobile.
Te vrste klobas izvirajo iz Nemčije, od koder so jih priseljenci zanesli v Združenih državah Amerike, kjer so postale priljubljena ulična prehrana delavskega razreda, ki so jo prodajali na stojnicah in vozičkih. Hotdog je postal tesno povezan z bejzbolom in ameriško kulturo. Čeprav je bil hotdog povezan predvsem z New Yorkom in njegovo kuhinjo, se je v 20. stoletju razširil po vseh ZDA. Njegova priprava se v državi razlikuje po regijah in je postala pomemben del drugih regionalnih kuhinj, vključno s čikaško ulično kuhinjo.